# Homalopetalum alticola
Homalopetalum alticola là một loài thực vật có hoa trong họ Lan. Loài này được (Garay & Dunst.) Soto Arenas mô tả khoa học đầu tiên năm 2007.